# Hermanas Terciarias Capuchinas de la Sagrada Familia

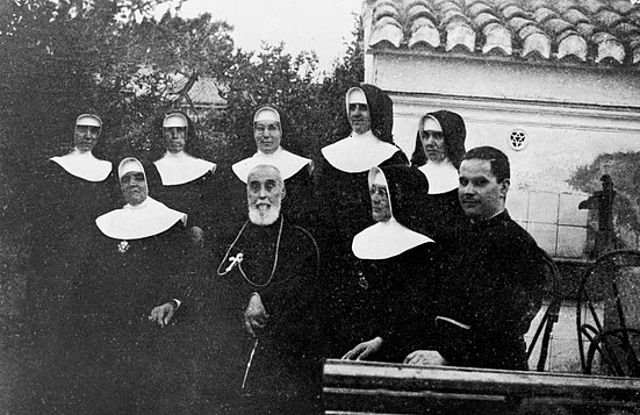
Religiosas Terciarias Capuchinas de la Sagrada Familia y Luis Amigó

La Congregación de Religiosas Terciarias Capuchinas de la Sagrada Familia son una congregación religiosa de la Iglesia Católica con espiritualidad franciscana. Pertenece a la llamada familia Amigoniana, junto con los Religiosos Terciarios Capuchinos de Nuestra Señora de los Dolores y las comunidades seglares de las dos congregaciones, por haber sido fundada el 11 de mayo de 1885 en el Santuario de la Virgen de Montiel en Benaguacil (Valencia, España) por el fraile sacerdote Luis Amigó y Ferrer. Ferrer pertenecía a la Orden de Frailes Menores Capuchinos y fue también obispo de Solsona y Segorbe. 
Todo empezó a surgir a raíz del apostolado que el Padre Luis Amigó ejercía con las mujeres de las Congregaciones de la Tercera Orden Franciscana Seglar establecidas en los pueblos cercanos al Convento de La Magdalena, donde él residía. Fueron aquellas seglares comprometidas las que ayudaron, de forma determinante al Padre Luis, a descubrir que Dios le llamaba a ser el iniciador de una nueva familia religiosa en el seno de la Iglesia. Con una comunidad de mujeres penitentes, Fray Luis Amigó siente la necesidad de ayudarles para consolidarse como congregación religiosa; 
Así, Luis Amigó piensa en darles sus Constituciones. Pero antes de que se llevase a cabo la fundación canónica, unas piadosas mujeres que venían haciendo vida conventual en el Santuario de la Virgen de Montiel, pidieron ser admitidas en el nuevo proyecto de vida; ya el Padre Ambrosio de Benaguacil, fraile de la Orden Capuchina, le habría dicho, por inspiración del Espíritu Santo, que él sería quien acompañara a este grupo de mujeres penitentes, las cuales acompañaba espiritualmente, con palabras proféticas: Xiquet, tú te encarregaràs de les meues mongetes, que significa: Joven, tú te encargarás de mis monjitas. El Padre Luis lo consistió.
Nada más nacer, la Congregación recibió su bautismo de sangre, al desatarse en Valencia una epidemia de cólera y fallecer, atendiendo a los enfermos, cuatro hermanas. El sacrificio, sin embargo, no fue baldío. Como fruto inmediato del mismo se abrió en Masamagrell –el 9 de agosto de 1885- un Asilo para niños, que ampliaba decisivamente el campo apostólico de la Congregación, establecido hasta ese momento en el hospital de Benaguacil.
La Congregación siguió creciendo y abriéndose camino, intentando responder a los signos de los tiempos, por eso el 8 de febrero de 1905, cinco hermanas partieron para Riohacha – Colombia; en 1927 hacia Venezuela y en 1929 hacia China; así se fue abriendo el camino misionero de la Congregación. 

## Presencia internacional
Actualmente la Congregación hace presencia en 34 países, en los continentes de América, Asía, África y Europa, en los siguientes campos de misión: educación, protección, reeducación, pastoral diversificada, misión ad gentes y salud. 
Están distribuidas en 4 Provincias, 1 Viceprovincia y 1 Delegación General:
- Provincia Nazaret.
- Provincia Madre del Buen Pastor.
- Provincia Nuestra Señora de la Divina Provincia.
- Provincia Nuestra Señora de Guadalupe.
- Viceprovincia General Santa Clara.
- Delegación General Nuestra Señora de África.

- Datos: Q1135663